# Moto Racer
Moto Racer é um jogo eletrônico de corrida de motos ao estilo arcade, lançado em 31 de agosto de 1997 para computador, e em novembro de 1997 para PlayStation. Foi desenvolvido pela Delphine Software International, e lançado pela Electronic Arts. Possui boa variedade de pistas, incluindo tanto motos estilo cross quanto motos speedy.
Devido ao grande sucesso, foram lançados dois jogos subsequentes: Moto Racer 2 e Moto Racer 3. O jogo se tornou a base para o desenvolvimento de corridas de moto online.

## Requerimentos do sistema
Os requerimentos mínimos da versão para Microsoft Windows são Windows 95, Direct X 3, um processador Pentium 133 MHz ou equivalente e 16 MB de memória RAM. Versões para sistemas operacionais mais modernos, como o Windows Vista e o Windows 7 (incluindo sistemas 64 bits) foram lançadas no site GOG.com, uma vez que as versões originais apresentavam dificuldades de serem executadas nesses sistemas.